# Wellingborough (stacja kolejowa)
Wellingborough (ang: Wellingborough railway station) – stacja kolejowa w Wellingborough, w hrabstwie Northamptonshire, w Anglii, w Wielkiej Brytanii. Leży na Midland Main Line, 104 km od London St Pancras. East Midlands Trains (EMT) obsługują stację i uruchamiają większość swoich połączeń za pomocą pociągów Meridian.
Stacja znajduje się blisko miasta i dużych wsi: Higham Ferrers, Irchester, Irthlingborough, Rushden i Wollaston.

## Historia
Stacja Wellingborough (Midland Road) została zbudowana przez Midland Railway w 1857 roku na przedłużeniu linii z Leicester do Bedford i Hitchin. W tym czasie stacja była znana jako Wellingborough Midland Road dla odróżnienia od zbudowanej przez LNWR w 1866 roku stacji Wellingborough London Road, na Northampton and Peterborough Railway, którą zamknięto w 1966 roku.
Budynki zaprojektowane przez C. A. Driver nadal istnieją, choć w zmienionej formie. Wiele zmian nastąpiło podczas budowy odcinka do Higham Ferrers w 1894, kiedy to główny peron został przebudowany i usunięto oryginalne zadaszenie peronu.
Wellingborough również posiadał dużą parowozownię z dwiema halami, zbudowaną 1868, z drugą w 1872 roku. Jeden z budynków nadal istnieje obok głównego budynku dworca. W dniu 2 września 1898 na stacji doszło do poważnego wypadku kolejowego. Załoga i sześciu pasażerów zginęło, a sześćdziesiąt pięć zostało rannych.
Na przełomie 2009/10 z usług stacji skorzystało 890 748 pasażerów.